# Dinidoridae
Die Dinidoridae sind eine Familie der Wanzen (Heteroptera) innerhalb der Teilordnung Pentatomomorpha. Von ihnen sind 65 Arten in 16 Gattungen bekannt.

## Merkmale
Die großen bis sehr großen Wanzen werden 9 bis 27 Millimeter lang und haben einen eiförmig-elliptischen, kräftig gebauten Körper. Der Kopf ist seitlich gekielt, das Schildchen (Scutellum) ist kurz.
Die Fühler sind vier- oder fünfgliedrig. Zumindest das letzte und vorletzte Segment sind abgeflacht. Die kurzen Bucculae an den Labia sind erhöht, lappenförmig und hinten geschlossen. Das Labium ist kurz und reicht hinten nicht hinter die Hüften (Coxen) der Vorderbeine. Das dreieckige Schildchen (Scutellum) ist mittelmäßig groß und hat einen stumpfen oder abgerundeten Apex, der etwa bis zur Hälfte des Hinterleibs reicht. Es überdeckt das Corium nicht. Die Vorderflügel sind häufig netzförmig geadert. Die Tarsen sind zwei- oder dreigliedrig. Die Stigmen am zweiten Hinterleibssegment sind entweder vollständig sichtbar, befinden sich nicht am Vorderrand der Metapleura oder sind durch diesen Vorderrand vollständig verdeckt. Die Trichobothria am Hinterleib sind in der Regel paarweise am dritten bis siebten Sternum angeordnet (nur die Gattung Eumenotes besitzt nur ein Trichobothrium pro Segment) und schräg am großen Callus, mesad der Stigmen angeordnet. Das neunte Paratergit ist stark vergrößert. Flügelpolymorphismus ist selten, es gibt jedoch Arten mit brachypteren Individuen, deren Flügel stark reduziert sind.
Die Nymphen haben ihre dorsalen abdominalen Duftdrüsen nur zwischen dem vierten bis sechsten Tergum, wobei zwischen dem dritten und vierten eine Kerbe erkennbar ist.

## Vorkommen
Die Familie ist vor allem in der Orientalis und Afrotropis und dort insbesondere in den Tropen verbreitet. Die Gattung Dinidor ist jedoch neotropisch verbreitet und die Verbreitung einer Art der Gattung Megymenum reicht bis nach Australien.

## Lebensweise
Alle bisher bekannten Arten ernähren sich phytophag. Zumindest von neun Pflanzenfamilien sind die Tiere bekannt, meistens dürfte es sich dabei jedoch um bloße Nachweise der Tiere auf den Pflanzen handeln. Das Saugen ist zumindest an Kürbisgewächsen (Cucurbitaceae) und Hülsenfrüchtler (Fabaceae) bekannt und es dürfte sich bei diesen zwei Familien um die eigentlichen Wirte handeln. Eumenotes obscura ist auch in totem Pflanzenmaterial und an Treibgut an Flüssen nachgewiesen.

## Taxonomie und Systematik
Die Gruppe wurde erstmals 1870 von Carl Stål als Unterfamilie „Dinodorida“ der Baumwanzen (Pentatomidae) beschrieben. Lethierry & Severin (1893–1896) nannten das Taxon Dinidoridae, wobei unklar blieb, ob als Unterfamilie oder Familie, da die Namensendungen uneinheitlich verwendet wurden. Dennis Leston behandelte die Gruppe 1955 erstmals als Familie, gefolgt von einer Reihe von Autoren nach ihm.
Die Familie wird in folgende Unterfamilien, Tribus und Gattungen unterteilt:
- Unterfamilie Dinidorinae
  - Tribus Dinidorini
    - Gattung Amberiana
    - Gattung Colpoproctus
    - Gattung Colporidius
    - Gattung Coridiellus
    - Gattung Coridius
    - Gattung Cyclopelta
    - Gattung Dinidor
    - Gattung Patanocnema
    - Gattung Sagriva

  - Tribus Thalmini
    - Gattung Folengus
    - Gattung Thalma
    - Gattung Urusa
- Unterfamilie Megymeninae
  - Tribus Megymenini
    - Gattung Byrsodepsus
    - Gattung Doesbergiana
    - Gattung Megymenum

  - Tribus Eumenotini
    - Gattung Eumenotes

## Belege